# فرناندو كونتريرز كاسترو
فرناندو كونتريرز كاسترو (بالإسبانية: Fernando Contreras Castro)‏ هو كاتب كوستاريكي، ولد في 4 يناير 1963 في ألاخويلا في كوستاريكا.